# Microsoft Continuum
Microsoft Continuum ist ein mit Windows 10 Mobile eingeführtes System zur Datenübertragung von Microsoft, das es erlaubt, ein Windows-Smartphone mit Continuum-Unterstützung über eine USB-C-Verbindung, eine Dockingstation (z. B. Microsoft Display Dock) oder eine Miracast-Verbindung (z. B. direkt im Gerät verbaut oder über den Microsoft Wireless Display Adapter) mit einem externen Monitor zu verbinden und das Smartphone wie einen Desktop-Computer als Recheneinheit für eine Desktop-ähnliche Bedienung mit z. B. Maus und Tastatur zu verwenden. Dabei steht eine Desktop-ähnliche Bedienung und Ansicht zur Verfügung, die für die Bedienung mit klassischen Eingabegeräten wie Maus und Tastatur optimiert ist.
Unterstützt werden Monitore oder Beamer mit HDMI-, DisplayPort- oder Miracast-Unterstützung. Seit dem Anniversary Update ist es ebenfalls möglich, drahtlos auf einen beliebigen im selben Netzwerk befindlichen PC zu projizieren. Unter Continuum können grundsätzlich alle Apps für diese Systemplattform verwendet werden, die sich mit den so angeschlossenen Eingabegeräten bedienen lassen. Für einige Anwendungsszenarien kann so durch ein Smartphone mit dieser Technologie ein Desktop-Computer, ein Tablet-Computer, eine einfache Spielekonsole und/oder ein Laptop ersetzt werden. Da es sich bei den bisherigen, für Continuum nutzbaren Smartphones um ARM-Prozessor-betriebene Systeme handelt, ist die Ausführung von Programmen auf die Universal-Windows-Platform-Apps (UWP) beschränkt, da die klassischen x86- oder x64-Programme von dieser Plattform nicht unterstützt werden.
Das Smartphone kann nur in bestimmten Situationen einen Desktop-Computer oder Laptop vollständig ersetzen, weil nur UWP-Apps ausgeführt werden können. Klassische Desktop-Programme können so durch den anderen Befehlssatz bei ARM-Prozessoren nicht direkt auf dem System ausgeführt werden, sondern müssen – soweit hierfür verfügbar – über Streaming-Dienste (z. B. Remote Desktop Apps) auf das Gerät übertragen werden.